# Johan de Witt

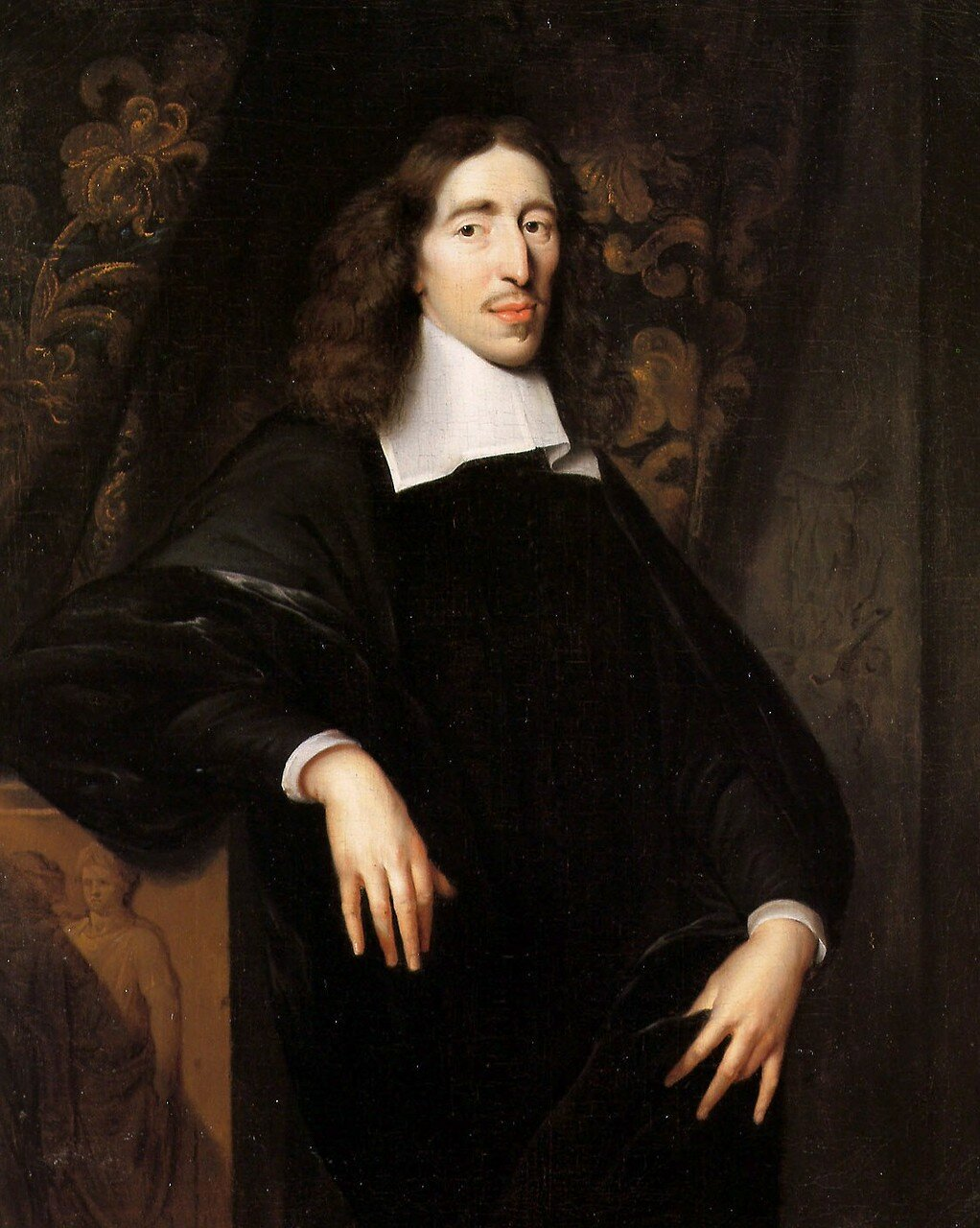
Caspar Netscher, Johan de Witt

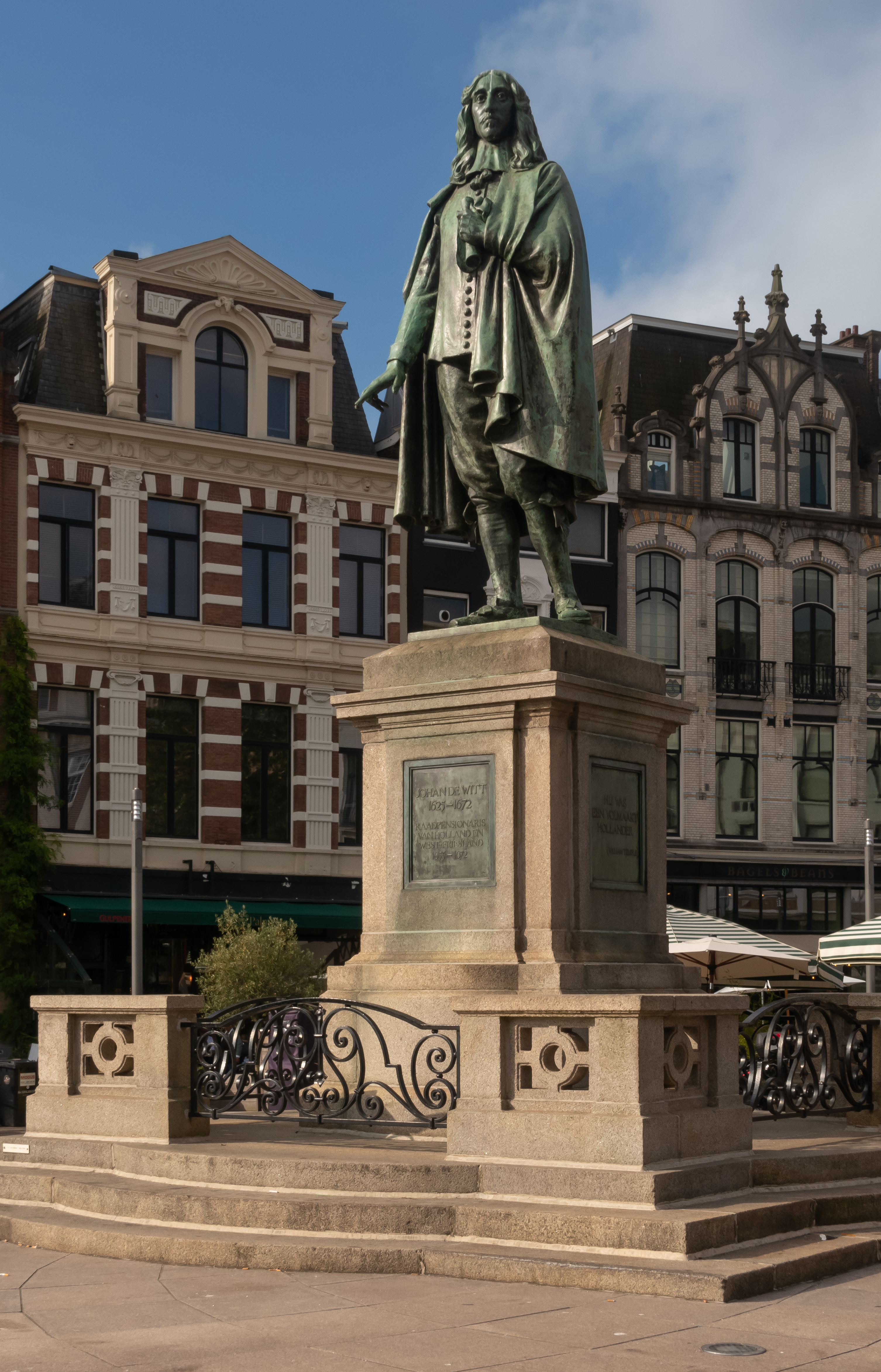
Standbild von Johan de Witt bei De Plaats in Den Haag. Seine zwei Finger zeigen auf die Stelle, an der er und sein Bruder Cornelis 1672 ermordet wurden.

Johan de Witt (auch Jan de Wit; * 24. September 1625 in Dordrecht; † 20. August 1672 in Den Haag) war als Ratspensionär von Holland für nahezu 20 Jahre der dominierende Staatsmann der Republik der Vereinigten Niederlande und damit einer der ersten Nicht-Monarchen an der Spitze einer europäischen Großmacht.
In der Ersten Statthalterlosen Periode galt de Witt gemeinsam mit seinem Onkel Cornelis de Graeff als der führende republikanische Protagonist. Diese progressive Kooperation zwischen den beiden Staatsmännern, und die daraus resultierende Unterstützung Amsterdams war eine wichtige politische Achse, die das politische System innerhalb der Republik ordnete.
Im Rampjaar 1672 wurde er gemeinsam mit seinem Bruder Cornelis de Witt durch eine von oranischen Parteigängern aufgehetzte Volksmenge gelyncht.

## Biografie

### Herkunft
Johan de Witt entstammte der Patrizierfamilie De Witt aus der holländischen Stadt Dordrecht. Seine Familie leitete schon seit dem ausgehenden Mittelalter die Geschicke ihrer Heimatstadt, und auch de Witts Onkel Andries de Witt hatte das Amt eines Ratspensionärs von Holland inne. Johan de Witts Vater Jacob de Witt war ein führender republikanischen Politiker der sogenannten staatsgesinnten Partei, die den Einfluss der Oranier-Prinzen in der niederländischen Republik zurückdrängen wollte. Sein älterer Bruder Cornelis de Witt, Politiker und Marinekommandeur, war einer seiner politischen Vertrauten. Durch die Ehe eines seiner Onkel mit Margaretha von Nassau, Tochter von Anna Johanna von Nassau-Siegen, war de Witt ein entfernter Verwandter des späteren niederländischen Statthalters Wilhelm III. von Oranien-Nassau. Eine weitere Verwandtschaft führte ihn zu den Tromps, Maarten und dessen Sohn Cornelis Tromp, beide Admiräle der Niederlande.

### Ausbildung
Johan de Witt besuchte die Beeckman-Schule in Dordrecht und studierte ab 1641 Jura an der Universität Leiden. Er reiste gemeinsam mit seinem Bruder Cornelis im Jahr 1645 durch Europa, nach Frankreich, Italien, die Schweiz und England. Dabei wurde er 1645 in Angers in Jura promoviert. Anschließend arbeitete er von 1647 bis 1650 als Anwalt in Den Haag.

### Familie

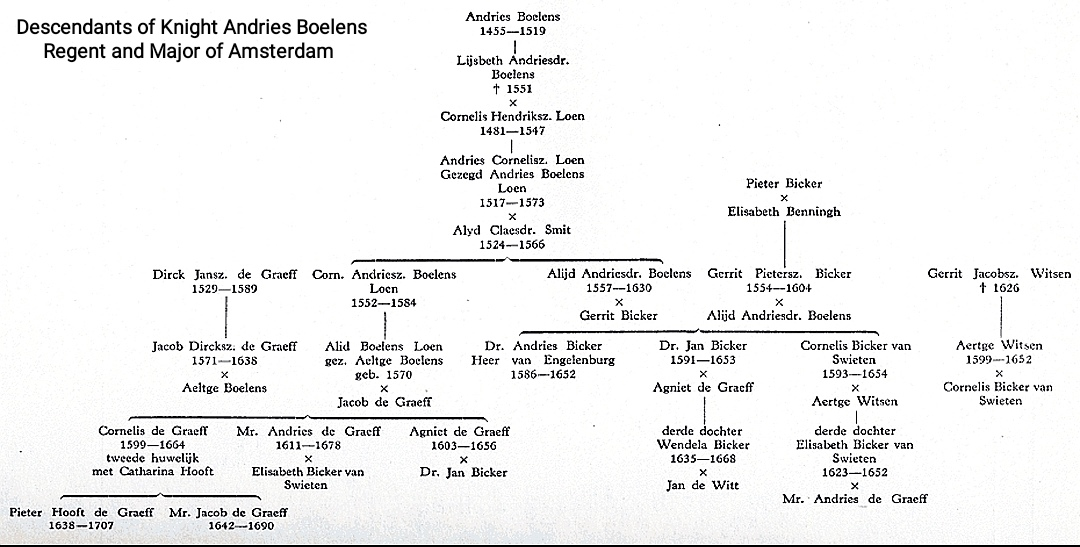
Übersicht über die maßgeblichen Familienbeziehungen der Amsterdamer Oligarchie um die Geschlechter Boelens Loen, De Graeff, Bicker (van Swieten), Witsen sowie Johan de Witt im Goldenen Zeitalter

1655 heiratete de Witt Wendela Bicker, einer Tochter von Johan Bicker und Agneta de Graeff van Polsbroek, abstammend aus dem mächtigsten Amsterdamer Patriziat um die Geschlechter Bicker und De Graeff. Wendelas Schwester Jacoba Bicker ehelichte Pieter de Graeff, Sohn von Cornelis de Graeff. Dadurch sicherte er sich für lange Zeit die Unterstützung Amsterdams, der weitaus größten und reichsten Stadt Hollands, und dessen führenden Politikers Cornelis de Graeff. Nach und nach besetzte er viele wichtige Posten mit Freunden und Verwandten.
Das Ehepaar Johan de Witt und Wendela Bicker hatte acht Kinder, von denen aber drei schon im Kleinkindalter verstarben:
- Anna de Witt (1655–1725), verehelicht mit Herman van de Honert, Bürgermeister von Dordrecht
- Agnes de Witt (1658–1688), verheiratet mit Simon van Teresteyn van Halewijn, Bürgermeister von Dordrecht und Diplomat
- Maria de Witt (1660–1689), ehelichte Willem Hooft, den späteren Bürgermeister von Delft
- Johan II. de Witt (1662–1701), Gelehrter, Sammler, Reisender
- Jacob de Witt (1667–1685), jung verstorben

### Arbeiten zur Mathematik
Johan de Witt befasste sich auch intensiv mit Mathematik, hauptsächlich in seiner Anfangszeit als Anwalt in Den Haag, da er später dazu keine Zeit mehr fand. Er war mit Frans van Schooten verbunden und lebte damals zeitweise in dessen Haus. 1649 stellte er ein Buch über die damals neue analytische Geometrie von Kegelschnitten fertig (Elementa curvarum linearum), kam aber aufgrund seiner politischen Tätigkeit lange nicht dazu es für die Veröffentlichung vorzubereiten. Es erschien schließlich 1660 als Anhang der Ausgabe der Geometrie von René Descartes von Frans van Schooten. De Witt kritisierte die klassische Behandlung von Kegelschnitten (Apollonios von Perge) als zu kompliziert und bemühte sich, die Theorie ohne Rückgriff auf dreidimensionale Figuren (Schnittflächen eines Kegels) darzustellen.
Später wandte er die Mathematik (Wahrscheinlichkeitstheorie) auch auf Fragen von Staatsfinanzen und Lebensversicherungen an. Christiaan Huygens meinte 1659 in einem Brief an John Wallis, dass – auch wenn es in seiner Zeit nicht an mathematischen Talenten fehlte – de Witt einer der größten Mathematiker seiner Zeit hätte werden können, wenn er sich nicht der Politik gewidmet hätte.
Mit seiner Abhandlung Der Wert von Leibrenten im Vergleich zu Anleihen (um 1671) war er ein Pionier der Versicherungsmathematik. Ein Teil der Staatsfinanzierung erfolgte in den Niederlanden damals über Anleihen, die als Leibrenten zurückgezahlt wurden. Johan de Witt wandte darin die Methoden der Wahrscheinlichkeitsrechnung an, wie sie schon Christiaan Huygens in seiner Abhandlung über Glücksspiele von 1657 benutzte, mit dem er auch in Kontakt stand. Er drückte sich darin relativ allgemeinverständlich aus, um ein größeres Publikum zu erreichen (seine Briefe etwa an Johan Hudde waren mathematisch genauer), in einer klaren Sprache und pragmatisch. Seine Schlussfolgerung war auf den ersten Blick paradox, er schlug einen Zinssatz der Leibrenten von 7 Prozent vor im Vergleich zu den üblichen Zinssätzen der Anleihen von 4 Prozent und legte dar, dass dies für beide Seiten (Staat und Kunde) vorteilhafter sei. Der Kunde hatte einen höheren Zins, der Staat hatte den Vorteil, dass die Schuld mit dem Tod des Käufers erlosch. In seinen Briefen an Hudde erläuterte er die Basis seiner Berechnung, die auf einer vereinfachten Auswertung der Sterblichkeitstafeln der Niederlande basierte (er kam dem Konzept des exponentiellen Verlaufs der Mortalitätskurve nahe).

### Politik
1650, im Alter von 25 Jahren, bekleidete Johan de Witt bereits das Amt eines Pensionärs, eine der wichtigsten Funktionen seiner Vaterstadt Dordrecht. Als solcher führte er die Sitzungen der Staaten von Holland, der Regierung der reichsten und mächtigsten der sieben Provinzen, aus denen sich die niederländische Republik zusammensetzte. Als der holländische Ratspensionär Adriaan Pauw 1653 starb, wählten ihn die Staaten von Holland unter ausdrücklicher Fürsprache von Cornelis de Graeff – dessen Nichte er zwei Jahre später ehelichte – zu Pauws Nachfolger. Als Ratspensionär agierte er fortan als Regierungschef von Holland und indirekt gleichzeitig der gesamten Niederlande, da Holland aufgrund seiner immensen Wirtschaftsleistung die anderen Provinzen absolut dominierte.

#### Politische Ziele
Als Führer der Staatsgesinnten Partei verfolgte Johan de Witt die Interessen der holländischen Großkaufleute. Seine wichtigsten Ziele ließ er 1662 von seinem Gesinnungsgenossen Pieter de la Court in dem Buch Das Interesse Hollands formulieren. Sie lauteten:
1. Friedliche Außenpolitik, da jeder Krieg die Wirtschaft belastete. De la Court ging so weit, vorzuschlagen, dass man den Löwen im holländischen Wappen durch eine Katze ersetzen solle.
2. Größtmögliche Autonomie Hollands und Distanzierung von den anderen sechs Provinzen, da diese das reiche Holland belasteten. De la Court schlug vor, einen riesigen Graben auszuheben, um die Trennung deutlich zu machen – dies war allerdings satirisch gemeint.
3. Dauerhafte Entmachtung der Oranier-Prinzen, da deren ehrgeizige dynastische Ambitionen den nüchternen Interessen der Kaufleute zuwiderliefen.

#### Kooperation mit Cornelis de Graeff
Am Höhepunkt des Goldenen Zeitalters der Niederlande, der Ersten Statthalterlosen Periode von 1650 bis 1672, lag die politische Macht innerhalb Hollands hauptsächlich bei zwei staatsgesinnten, sprich republikanischen, Familien. In Amsterdam lag diese bei den Gebrüdern Cornelis de Graeff und Andries de Graeff, und in Den Haag bei den Gebrüdern Johan und Cornelis de Witt, den Anführer der staatsgesinnten (republikanischen) Fraktion Hollands, was durch deren enge Zusammenarbeit und gegenseitige Verwandtschaft verstärkt wurde.
Innenpolitisch setzte Johan de Witt auf eine politische Zusammenarbeit mit den holländischen Städten, und hier vor allem auf die mit Amsterdam. Hierbei erkannte de Witt die politische Macht seines Onkels Cornelis de Graeff an, und tat sein Bestes, um Amsterdams Wünschen entgegenzukommen. De Witt brauchte seinen politischen Rat, die Unterstützung der Amsterdamer Regierung unter de Graeff und dessen Klientel, aber er genoss auch seinen klaren Geist und seine humane Offenheit. De Graeff vereinte einen klaren Verstand, umfangreiche Bildung und die Gabe zu geben und zu nehmen. In einem Punkt unterschied er sich aber von seinem Onkel, denn obwohl de Witt wie er ein Anhänger der Freiheit war, hielt er im Gegensatz zu ihm bis zum Äußersten daran fest, was sich im Rampjaar 1672 als fataler Fehler erweisen sollte. Die Beziehungen zwischen diesen beiden ausgeprägten Charakteren kombinierte sich aus dem nahen Verwandtschaftsverhältnis und des gegenseitigen Respekts. De Graeff war de Witt politisch ebenbürtig wie es kein anderer war. De Graeff stand ihm von nun an als ein erfahrener und vertrauter Ratsmann zur Seite. Die Briefe von De Witt an De Graeff zeugen von einem großen Vertrauen, welches der Neffe in politischen und familiären Dingen zu seinem Onkel hatte. (ein kurzer Briefwechsel aus dem Jahre 1660 zeugt hiervon) Das schloss einen Streit zwischen den beiden nicht aus. Trotzdem blieb das Verhältnis ausgezeichnet. De Witt verstand die Bemerkung eines anderen Amsterdamer Bürgermeisters (Cornelis de Vlaming van Oudshoorn), dat zonder den heer van Zuidpolsbroek in niets iets te doen was (dass ohne den Herrn von Zuid-Polsbroek nirgendwo etwas getan werden konnte). „dass nichts ohne Herrn [De Graeff] van Zuidpolsbroek passieren kann“.
In seiner Heimatstadt Dordrecht waren die essentiellen politischen Positionen, ebenfalls wie in Amsterdam, mit Verwandten und Unterstützern von De Witt besetzt. So war sein Bruder Cornelis de Witt unter anderem Bürgermeister und sein Cousin Nicolaes Vivien ab 1664 Pensionär der Stadt. In diesen stürmischen Zeiten der Ersten Statthalterlosen Periode war ihm auch sein vertrauter Ratsmann Coenraad van Beuningen eine große Stütze gewesen. Einer seiner Schwager, Jean Deutz, war ihm ein vertrauter Ratgeber in ökonomischen Angelegenheiten, und finanzierte die Kriege der Republik unter seinem Schwager.

#### Seklusionsakte
Als Johan de Witt 1653 Ratspensionär wurde, befand sich die niederländische Republik im Krieg mit England. Die überlegene englische Kriegsflotte blockierte die niederländischen Häfen, was eine schwere Wirtschaftskrise ausgelöst hatte. De Witts vordringliches Ziel war deshalb ein rascher Friedensschluss mit England. Der englische Lordprotektor Oliver Cromwell verlangte als Bedingung dafür, dass die Oranier-Prinzen für immer von der Macht in den Niederlanden ausgeschlossen werden sollten. Cromwells Motiv dabei war, dass die Oranier seine Gegner, die Königsfamilie der Stuarts, unterstützten. De Witt wusste, dass die anderen sechs niederländischen Provinzen einem solchen Diktat nicht zustimmen würden. Das änderte aber die vorbildliche Zusammenarbeit zwischen de Witt und dem einflussreichen de Graeff, was ein wichtiger Faktor für den Erfolg der Politik von de Witt und die Wiederbelebung des wirtschaftlichen Fortschritts nach dem Ersten Englisch-Niederländischen Krieg war. Als Ergebnis des für die Niederlande positiven Verlauf des Krieges drängte die holländische Führung um de Witt, de Graeff, den Armeeoberkommandierenden Johann Wolfart van Brederode und den Admiral Jacob van Wassenaer Obdam die niederländischen Generalstaaten dazu, sich als Gesamteinheit hinter den geheimen Seklusionsakt zu stellen, der einen Ausschluss des jungen Oraniers Wilhelm III. vom Amt des Statthalters zum Inhalt hatte. Dadurch zog sich de Witt den Hass aller Anhänger der Oranier zu, die sich vor allem im einfachen Volk fanden.
Trotz all dieser schnellen politischen Erfolge gab sich de Witt nach außen hin jedoch stets als bescheidener Beamter, der ohne Eskorte und mit nur einem Diener durch die Straßen von Den Haag ging. Nach Angaben des englischen Botschafters Sir William Temple war er äußerlich „nicht vom einfachsten Bürger“ zu unterscheiden. Selbst betonte er stets, dass er in der Versammlung der Staaten von Holland „keine entscheidende Stimme, keine Autorität oder Macht“ besitze. Doch der französische Botschafter meldete nach Paris, in den Niederlanden liege die Macht bei „Monsieur de Witt“.

#### Verteidiger niederländischer Handelsinteressen
Nach dem Friedensschluss von Westminster 1654 blühte der niederländische Handel erneut auf. In den folgenden Jahren verfolgte de Witt konsequent die Handelsinteressen seines Landes. So entsandte er 1658/59 große Kriegsflotten in die Ostsee, um Dänemark gegen Schweden beizustehen und eine freie Durchfahrt für niederländische Handelsschiffe durch den Öresund zu sichern.

#### Zweiter Seekrieg mit England
Nach dem Tod Oliver Cromwells im Jahr 1658 wurde 1660 die Monarchie in England wiederhergestellt, und die Stuarts kamen erneut an die Macht. Dadurch verschlechterten sich die Beziehungen zwischen den beiden See- und Handelsmächten erneut, und fünf Jahre später brach der zweite englisch-niederländische Krieg (1665–1667) aus. De Witt reformierte die niederländischen Seestreitkräfte, indem er nach englischem Vorbild den Bau größerer und schwerer bewaffneter Kriegsschiffe durchsetzte. Nach einer anfänglichen Niederlage in der Seeschlacht bei Lowestoft übernahm er vorübergehend selbst das Kommando über die Flotte. Als Mittel gegen seine Seekrankheit entwickelte Christiaan Huygens, der Erfinder der Pendeluhr, eine spezielle Hängematte, die nicht schaukelte. Ende 1665 übernahm Michiel de Ruyter auf Betreiben de Witts den Oberbefehl über die Flotte.
Nach der großen Pest und dem großen Feuer von London war England 1667 bankrott und konnte keine neue Flotte mehr ausrüsten. Diese Situation nutzte de Witt, indem er die niederländische Flotte unter dem Kommando seines Bruders Cornelis den Medway, einen Nebenfluss der Themse, hinaufsegeln ließ. Bei Chatham zerstörten die Niederländer einen Großteil der dort vor Anker liegenden englischen Kriegsschiffe (siehe Überfall im Medway). Der Kanonendonner war in London zu hören, was zur Folge hatte, dass dort Panik ausbrach. England war daraufhin zu Friedensverhandlungen bereit, an denen de Witt beteiligt war. Im Frieden von Breda wurde 1667 der Frieden zwischen den beiden Staaten besiegelt.
1667 erließ de Witt mit Unterstützung von Gaspar Fagel, Gillis Valckenier und seinem Onkel Andries de Graeff den Eeuwig edict (Jahrhunderterlass), der die Abschaffung der Statthalterschaft und somit den endgültigen Sturz des Hauses von Oranien beinhaltete.

#### Konflikt mit Ludwig XIV.
Mittlerweile drohte bereits wieder eine neue Gefahr: Der französische Sonnenkönig Ludwig XIV. hatte eine Invasion der spanischen Niederlande – des heutigen Belgien – begonnen. Die Versammlung der Generalstaaten, in der Abgeordnete aller niederländischen Provinzialparlamente vertreten waren, wollte um jeden Preis verhindern, dass Frankreich die spanischen Niederlande besetzte und dadurch direkt an die Grenze der Republik vorrückte. De Witt schloss deshalb eine Allianz mit England und Schweden und drohte Ludwig XIV. für den Fall eines weiteren Vorrückens mit einem militärischen Eingreifen. Der Sonnenkönig zog sich daraufhin zurück. Er betrachtete es jedoch als unverzeihlichen Affront, dass sich der „Anwalt de Witt“ zum „Schiedsrichter Europas“ aufgeschwungen hatte. Im Geheimen bereitete er nun einen Krieg gegen die niederländische Republik vor und gewann dafür England (Vertrag von Dover), Köln und Münster als Verbündete.

#### Zerfall der Machtbasis
Johan de Witt hatte den Höhepunkt seiner Macht zu diesem Zeitpunkt bereits überschritten. In Amsterdam waren die ihm wohlgesinnte Fraktion der Bicker und De Graeffs von deren politischen Gegnern um Gillis Valckenier verdrängt worden. Auch in anderen Städten wuchs die Opposition gegen das scheinbar endlose Regime de Witts. Zudem erwuchs ihm ein glaubwürdiger Gegenspieler in der Person des nunmehr volljährigen Prinzen Wilhelm III. von Oranien.

#### Das Katastrophenjahr
Im Rampjaar (Katastrophenjahr) 1672 marschierte Ludwig XIV. mit einer Armee von 120.000 Mann in den Niederlanden ein. Da de Witt die Armee zugunsten der Flotte vernachlässigt hatte, stießen die Franzosen binnen weniger Tage bis ins geografische Herz der Niederlande, nach Utrecht, vor. Die Generalstaaten ließen daraufhin die Deiche zerstechen und die Schleusen öffnen und setzten so Teile des Landes unter Wasser. Dadurch wurde der Vormarsch Frankreichs zwar gestoppt und die Republik gerettet, doch weite Landstriche waren verwüstet.

##### Sturz
Die Schuld für diese Verwüstung wurde allgemein Johan de Witt zugeschoben. Am 21. Juni 1672 wurde durch Jacob van der Graeff – Sohn eines Richters am Hof van Holland – ein Mordanschlag auf ihn verübt, den er knapp überlebte. Er war jedoch für längere Zeit ans Bett gefesselt, was die Anhänger Wilhelms III. dafür nutzten, einen Machtwechsel zu erzwingen. Unter öffentlichem Druck – die Bevölkerung stand ganz überwiegend hinter Prinz Wilhelm – ernannten die Staaten von Holland den 21-Jährigen zum Statthalter, eine Funktion, die seit 1650 nicht mehr besetzt worden war. De Witt trat daraufhin als Ratspensionär zurück.

##### Ermordung

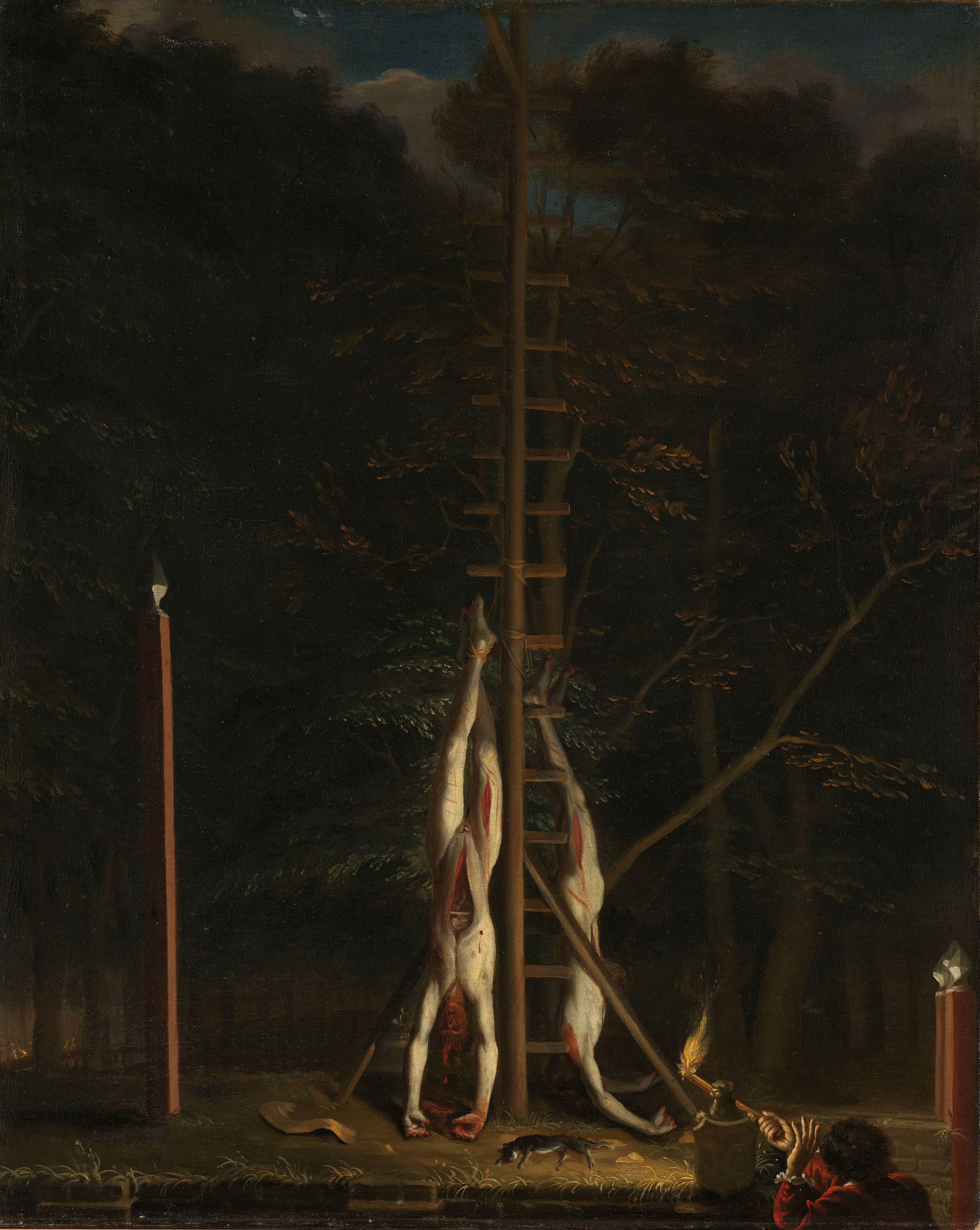
Die Leichen der Gebrüder de Witt. Gemälde von Jan de Baen

Kurz darauf wurde sein Bruder Cornelis festgenommen, weil ihm der zwielichtige Barbier Willem Tichelaar vorwarf, ein Attentat auf Wilhelm vorzubereiten. Obwohl es keine Beweise gegen Cornelis gab und er auch unter Folter alles bestritt, verurteilte ihn ein Gericht zu lebenslanger Verbannung, offenbar aus Angst vor dem Volkszorn. Als Johan seinen Bruder am 20. August 1672 im Gefängnis von Den Haag direkt gegenüber den Regierungsgebäuden abholen wollte, versammelte sich dort eine wütende Menge. Zunächst wurden die Brüder noch von Soldaten beschützt, doch nach einigen Stunden wurden diese von den Behörden abgezogen, da Den Haag angeblich von aufgebrachten Bauern bedroht wurde (was nur ein Gerücht war). Johan und Cornelis de Witt wurden von Mitgliedern der Haager Schützenkompanie nach draußen gezerrt und gelyncht. Ihre Leichen wurden nackt ans Schafott gehängt und furchtbar verstümmelt, viele Körperteile verkauft. Bis heute befinden sich ein Finger und eine Zunge im Historischen Museum von Den Haag. Nach seinem Tod übernahm de Witts Cousin und Schwager Pieter de Graeff die Vormundschaft über die fünf Halbwaisen, darunter Johan II. de Witt.

## De Witts Bild in der Geschichtsschreibung
Bis ins 20. Jahrhundert hing die Bewertung Johan de Witts stark davon ab, ob der jeweilige Geschichtsschreiber ein Anhänger des Oranierhauses war oder nicht. Heute steht außer Frage, dass de Witt ein auffallend rational handelnder und zudem hochintelligenter Mensch war, der nebenbei auch noch die Versicherungsmathematik begründete. Anders als seine Gegner behaupteten, war er absolut unbestechlich, was für die damalige Zeit außergewöhnlich war. Seine Finanzpolitik zielte auf Konsolidierung, seine Wirtschaftspolitik auf Förderung von Handel und Gewerbe. Die Niederlande waren unter seiner Regierung ein Zufluchtsort für Verfolgte, selbst der pantheistische Philosoph Baruch de Spinoza konnte dort – anonym – seine Schriften veröffentlichen, was nach de Witts Tod nicht mehr möglich sein sollte. In alldem vertrat de Witt jedoch lediglich die Interessen des Großbürgertums, von dessen Unterstützung er abhängig war. Ob seine Politik auch Zustimmung bei der Masse der Bevölkerung fand, interessierte ihn nicht. Dieses elitäre „Regenten-Denken“ wurde ihm am Ende zum Verhängnis.
Literarisch wurde die Ermordung der Brüder de Witt von Alexandre Dumas in seinem Roman Die schwarze Tulpe verarbeitet.
In dem Spielfilm Der Admiral – Kampf um Europa von 2015 über Michiel de Ruyter kommen auch Johan, Wendela und Cornelis de Witt vor.

## Galerie

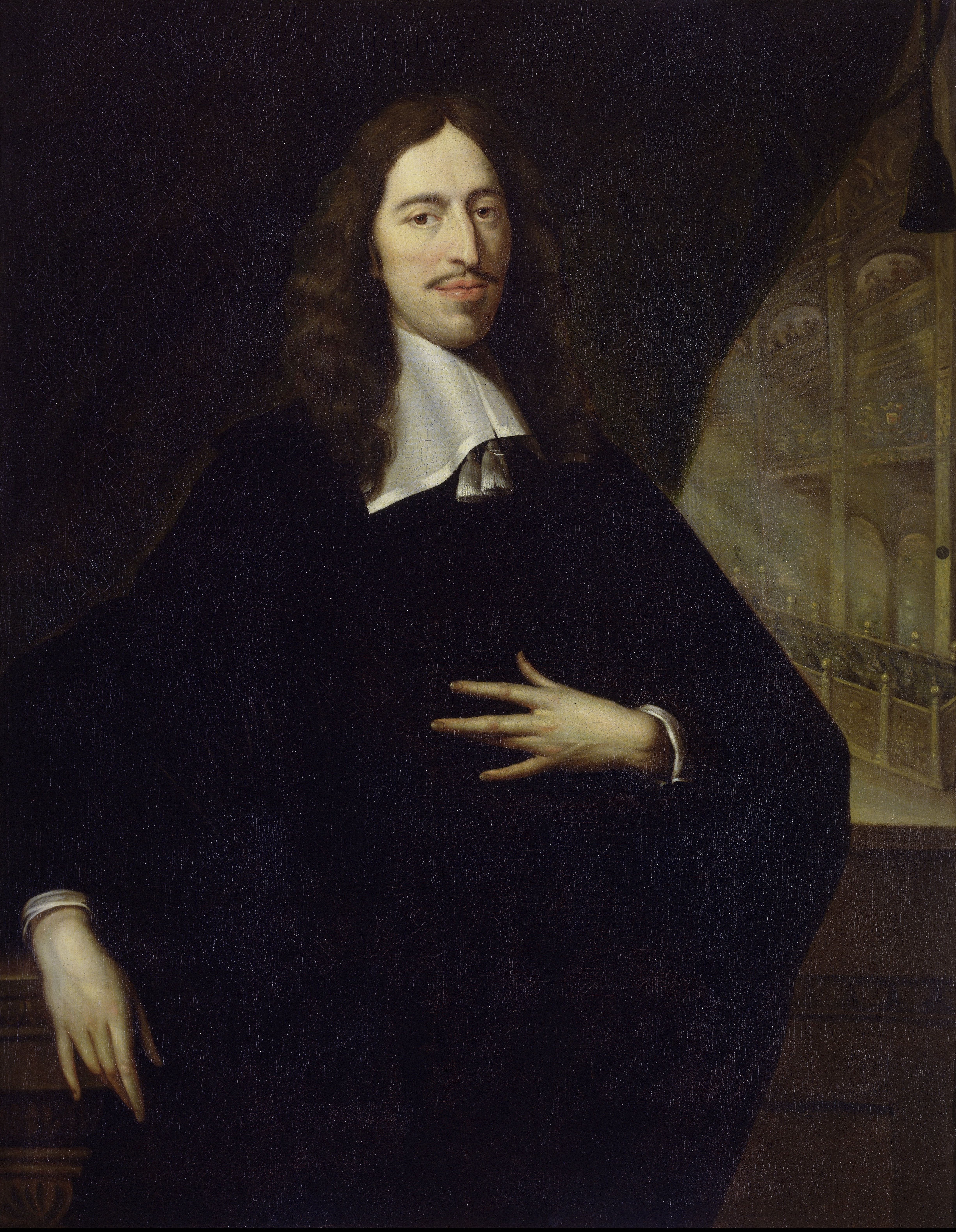
Johan de Witt war von 1653 bis 1672 der Ratspensionär Hollands (Gemälde von Jan de Baen, um 1669)
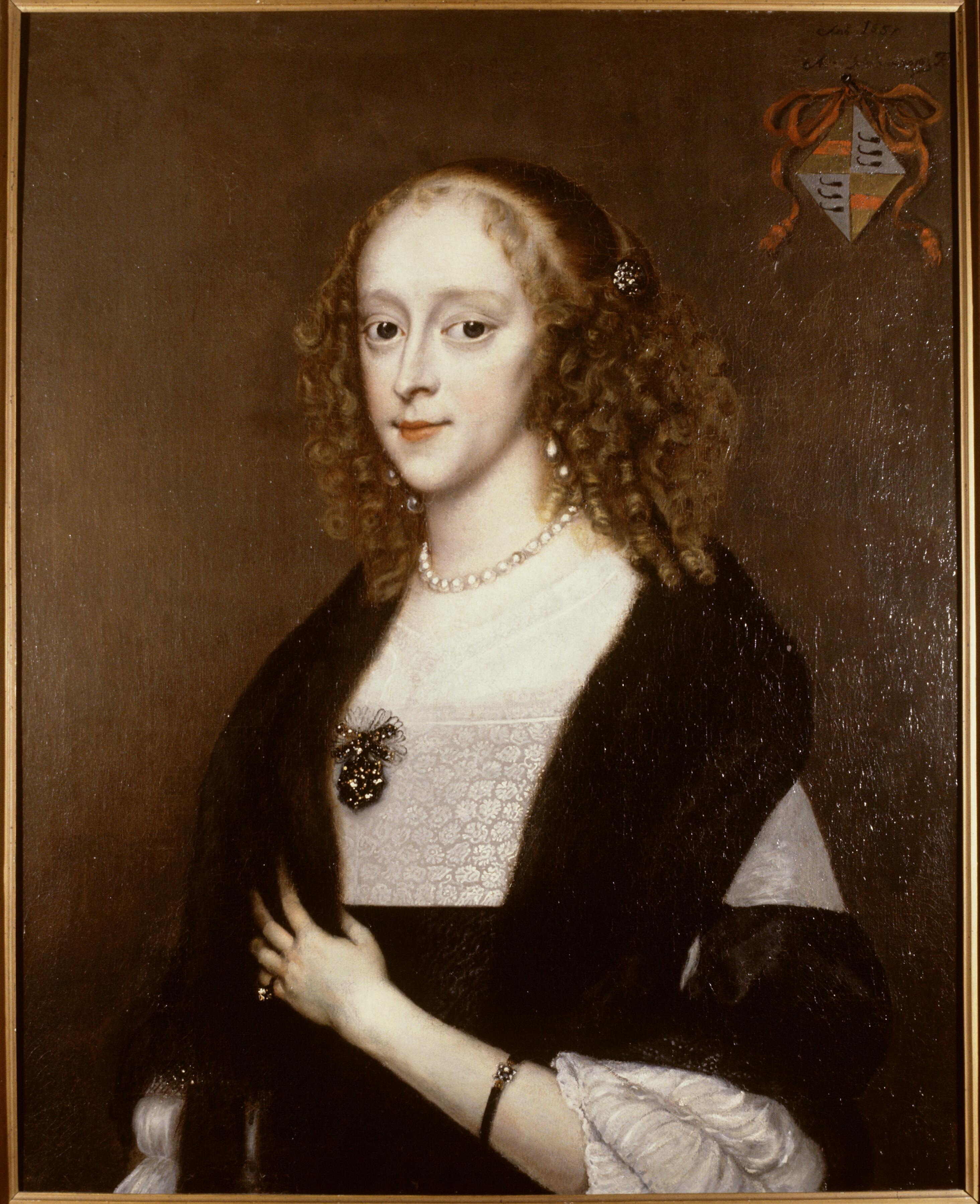
Johan de Witt ehelichte 1655 die Amsterdamer Bürgermeistertochter Wendela Bicker (Gemälde von Adriaen Hanneman, 1659)
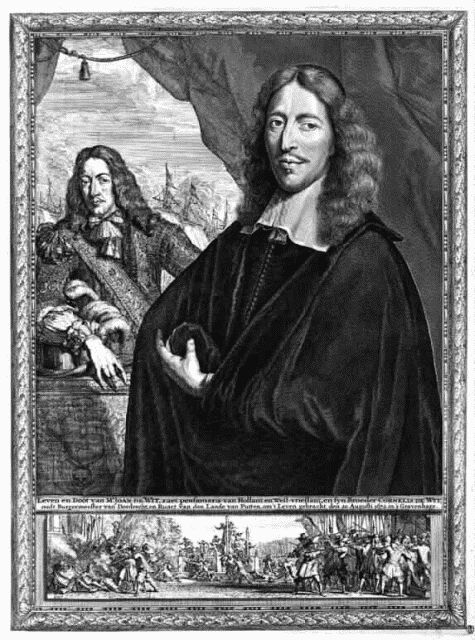
Die Brüder Johan – vorne – und Cornelis de Witt wurden 1672 vor dem Gevangenpoort in Den Haag ermordet (Radierung von Romeyn de Hooghe, 1672)
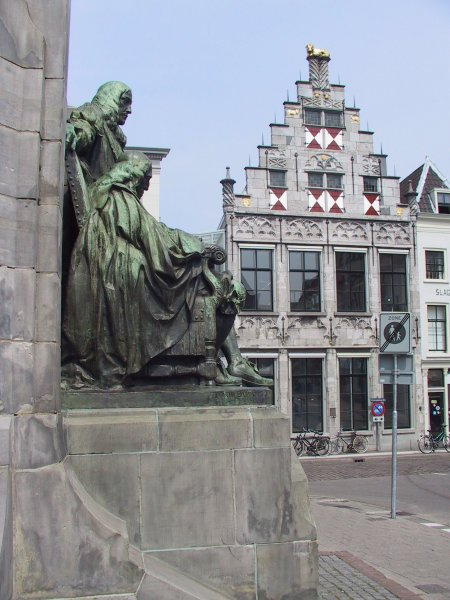
In ihrem Geburtsort Dordrecht erinnert ein Standbild an die Gebrüder de Witt